# Aâbid
De Aâbid is een Marokkaanse mystieke soefi-orde binnen de islam. Evenals de Gnawa-orde komt hij voort uit afstammelingen van slaven uit West-Afrika. Net als bij de Gnawa kan men de praktijken van de Aâbid beschouwen als een mengeling van soefisme, animisme en sjamanisme. De naam komt af van het Arabische woord voor slaaf.
De Aâbid hebben geen zaouïa. Wel vereren zij, net als de Gnawa, de palmbomen, genaamd "Lalla Mimouna", bij de "Bab al- Khemiss" te Taroudant (Zuid-Marokko).